# Bukit Jaya (Ukui)
Bukit Jaya is een bestuurslaag in het regentschap Pelalawan van de provincie Riau, Indonesië. Bukit Jaya telt 1583 inwoners (volkstelling 2010).